# 竹村博臣
竹村 博臣（たけむら ひろおみ、1961年4月29日 - ）は、和歌山市出身のイラストレーター、販促制作事務所ハミング・バード代表。和歌山県立向陽高等学校、大阪創造社デザイン専門学校卒業。得意ジャンルはテクニカルイラスト。
1996年5月より株式会社松下流通研修所が運営する松下幸之助商学院のマーケティング講師を務める。その後各種企業・団体等で販売促進に伴う手作りPOP制作指導を行なう。また、本業のテクニカルイラストでは2D中心から3D動画へと移行し、現在では見本市や展示会での企業製品プロモーションビデ制作をメインに活動中。